# Азизов, Хатаи Кямал оглы
Азизов Хатаи Кямал оглы (азерб. Xətayi Kamal oğlu Əzizov; род. 12 марта 1963, Галынджаг, Исмаиллинский район) — азербайджанский журналист. Главный редактор АзерТадж. Заслуженный журналист Грузии. Лауреат награды «Золотое перо».

## Биография
Хатаи Азизов родился 12 марта 1963 года в селе Галынджаг Исмаиллинского района. В 1980 году окончил среднюю школу в родном селе. С 1981 по 1983 годы служил в Советской армии. 
В 1986 году окончил Бакинский техникум пищевой промышленности по специальности «технолог технических и технологических средств». 
С 1986 по 1987 годы работал на различных должностях на масложировом комбинате в городе Куйбышеве (Россия). С конца 1987 до августа 1989 года работал на масло-товарном заводе в Исмаиллинском районе Азербайджана. 
В 1989 году избран секретарем комсомольского комитета села Галынджаг и работал на этой должности до 1991 года.
Добровольно участвовал в Первой Карабахской войне. 
В 1996 году окончил Академию государственного управления Азербайджанапо специальности «преподаватель гуманитарных наук в высших и средних учебных заведениях». 
С того времени начал работу в периодической печати. Работал в Азербайджано-Турецком Агентстве, Информационном агентстве «АссА Ирада», Информационном агентстве «Мидия Пресс». 
С 2003 года работает в Азербайджанском государственном информационном агентстве АзерТадж на должностях корреспондента, особого корреспондента, редактора, главного редактора. 
С 1996 по 2007 год преподавал политологию, психологию, социологию и культурологию в Азербайджанском высшем военном училище имени Гейдара Алиева.
В настоящее время работает специальным корреспондентом АзерТадж в Грузии. 
Является соавтором учебных пособий «Военная и общая социология». 
Является заслуженным журналистом Грузии, лауреатом премии «Золотое перо» и других наград.

## Награды
- Медаль «Прогресс» (15 июля 2015, за заслуги в развитии СМИ Азербайджана)[5][6]
- «Золотое перо»